# Ali Al Saadi
Ali Al Saadi (arab. ‏علي السعدي‎, ur. 20 kwietnia 1986 w  Bejrucie) – libański piłkarz występujący na pozycji obrońcy, zawodnik Nejmeh SC. Były reprezentant reprezentacji Libanu.

## Życiorys

### Kariera klubowa
W latach 2005–2019 był zawodnikiem libańskiego klubu Al-Safa' SC z Libańskiej Premier League, skąd wypożyczony był do klubów: irackiego Naft Maysan FC z Dawri Al-Nokhba (2014) i Al Ahed FC (2017–2018).
7 sierpnia 2019 podpisał kontrakt z libańskim klubem Nejmeh SC.

### Kariera reprezentacyjna
W reprezentacji Libanu zadebiutował 27 stycznia 2006 w wygranym 2:1 meczu towarzyskim przeciwko reprezentacji Arabii Saudyjskiej. W reprezentacji strzelił 6 bramek w 46 meczach.

## Sukcesy

### Klubowe
Al-Safa' SC
- Zwycięzca Libańskiej Premier League: 2011/2012, 2012/2013, 2015/2016
- Zdobywca drugiego miejsca Libańskiej Premier League: 2013/2014
- Zdobywca Pucharu Libanu: 2012/2013
- Zdobywca drugiego miejsca w Pucharu Libanu: 2016/2017
- Zdobywca Elitarnego Pucharu Libanu: 2012/2013
- Zdobywca drugiego miejsca w Elitarnym Pucharze Libanu: 2011/2012, 2014/2015, 2015/2016
- Zdobywca Superpucharu Libanu: 2013/2014
- Zdobywca drugiego miejsca w Superpucharze Libanu: 2011/2012, 2012/2013
- Zdobywca Pucharu AFC: 2008

Al Ahed FC
- Zwycięzca Libańskiej Premier League: 2017/2018
- Zdobywca Pucharu Libanu: 2017/2018
- Zdobywca drugiego miejsca w Elitarnym Pucharze Libanu: 2017/2018
- Zdobywca Superpucharu Libanu: 2017/2018